# Gammel Kongevej
Gammel Kongevej er en vej, der strækker sig over 1,8 km fra Nyropsgade på Vesterbro i København til Falkoner Allé/Allégade på Frederiksberg. Gadens første cirka 350 m. ligger i Københavns Kommune, resten i Frederiksberg Kommune.
Gammel Kongevej er kendt som "Frederiksbergs uofficielle hovedgade". Navnet har ændret sig flere gange i tidens løb.
Vejen rummer mange butikker, restauranter og caféer. 